# Goci (Skandynawia)
     Gotów
     Swionów 
     Gotlandczyków 

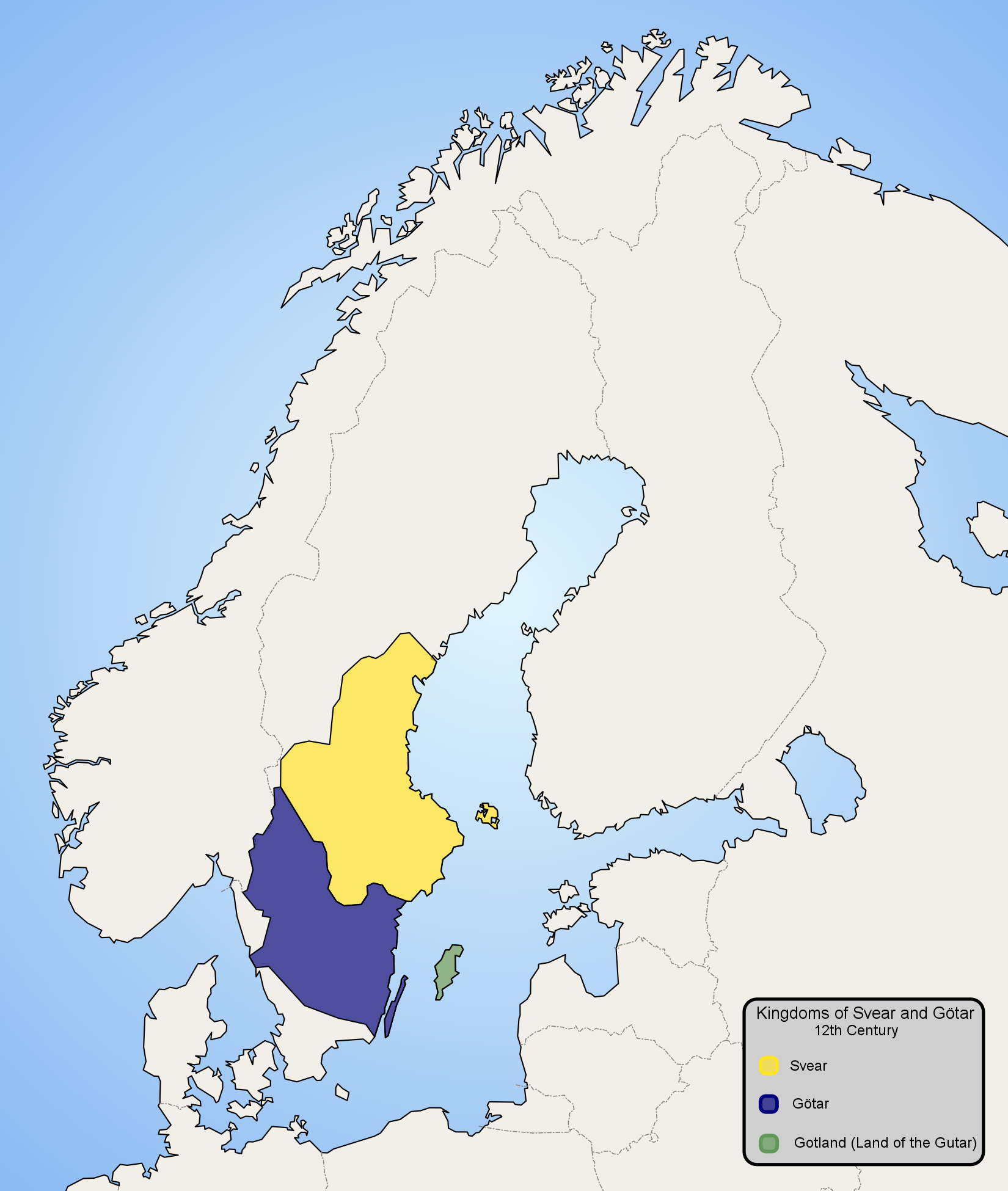
Mapa XII wiecznej Szwecji. Tereny zamieszkałe przez:
Gotów
Swionów
Gotlandczyków

Goci – północnogermańskie średniowieczne plemię zamieszkujące Götaland, na terenie dzisiejszej Szwecji. Niejasne są jego związki ze wschodniogermańskimi Gotami, którzy odegrali dużą rolę w wędrówkach ludów na przełomie starożytności i średniowiecza i ostatecznie założyli państwa na terenie obecnych Włoch i Hiszpanii.
Najstarsze wzmianki o Gotach skandynawskich mogły pojawiać się u Klaudiusza Ptolemeusza (II wiek), gdzie pojawia się plemię Goutai. Prokopiusz z Cezarei nazywa ich Gautoi, skandynawskie sagi Gautar, zaś poematy Beowulf i Widsith – Gēatas. 
Beowulf oraz skandynawskie sagi wyliczają kilku gockich królów; jedynie istnienie Hygelaka jest potwierdzone przez niezależne źródło, jakim jest Historia Franków Grzegorza z Tours. Władca ten ok. 525 r. napadł na Fryzję i został pokonany przez Franków. Beowulf pokazuje Gotów na początku VI wieku jako sojuszników Duńczyków i zagorzałych wrogów Szwedów. Sam tytułowy bohater jest Gotem, co więcej – opisany jest jako siostrzeniec Hygelaka i jego następca. 
Przed zjednoczeniem Szwecji Goci byli niezależni od Szwedów. Pod koniec X wieku kraj Gotów jest określany już jako część królestwa Szwecji. Sposób zjednoczenia królestwa Szwecji pozostaje cały czas dyskusyjny.
Ze względu na brak wczesnośredniowiecznych źródeł oraz fakt przynależności Gotów do państwa szwedzkiego, przypuszcza się, że zostali pokonani i podbici przez Swionów. Jednak zachowana tradycja o wojnach Swionów i Gotów ma charakter pół-legendarny. W literaturze istnieją rozbieżności, co do daty włączenia Gotów w skład królestwa Szwecji: dawniej wskazywano na około 1000 roku, obecnie przesuwa się tę datację na czas sprzed IX wieku i przypuszcza się, że nastąpiło to w VI wieku. Z jednej strony pewne źródła (np. Żywot Ansgara autorstwa Rimberta) z IX wieku milczą o Gotach w Szwecji, z drugiej strony najstarsze średniowieczne szwedzkie źródła czynią rozróżnienie pomiędzy Szwedami a Gotami.
Goci zamieszkiwali krainę zwaną Götaland. Byli podzieleni na kilka królestw lub okręgów z własnymi thingami; największym okręgiem był Västergötland. Istniał również „thing wszystkich Gotów”, odbywający się co roku w pobliżu Skary. W XI wieku Got Stenkil Ragnvaldsson został królem Szwecji. Między Szwedami a Gotami dochodziło do konfliktów również na tle religijnym, gdyż ci pierwsi bardziej sprzyjali pogaństwu, zaś ci drudzy chrześcijaństwu. W latach 80. XI wieku chrześcijański król Inge I Starszy, syn Stenkila, gdy został pokonany przez poganina Swena Blota, schronił się w Västergötland.